# 爪哇海
爪哇海是巽他陆棚上的一片浅海，面积310,000平方公里，在上一次冰河时期完结海平面上升时形成。 爪哇海位于印尼婆罗洲以南，爪哇岛以北，苏门答腊以东，苏拉威西岛以西。是印度尼西亚内海。其西北方是卡里马塔海峡，连接南中国海，东北方为望加锡海峡，连接西里伯斯海，东接弗洛勒斯海。
捕鱼业是爪哇海重要的经济活动，该区有超过3,000种海洋生物。此外，爪哇海附近也是游客常到的目的地，爪哇海区内也有一些国家公园，水肺潜水也是游客的活动。
1942年2月至3月发生的爪哇海战役是第二次世界大战时代价最高的海战之一。荷兰、英国、澳大利亚和美国的海军在与日军的战斗中几乎被全歼。